# Casatiello

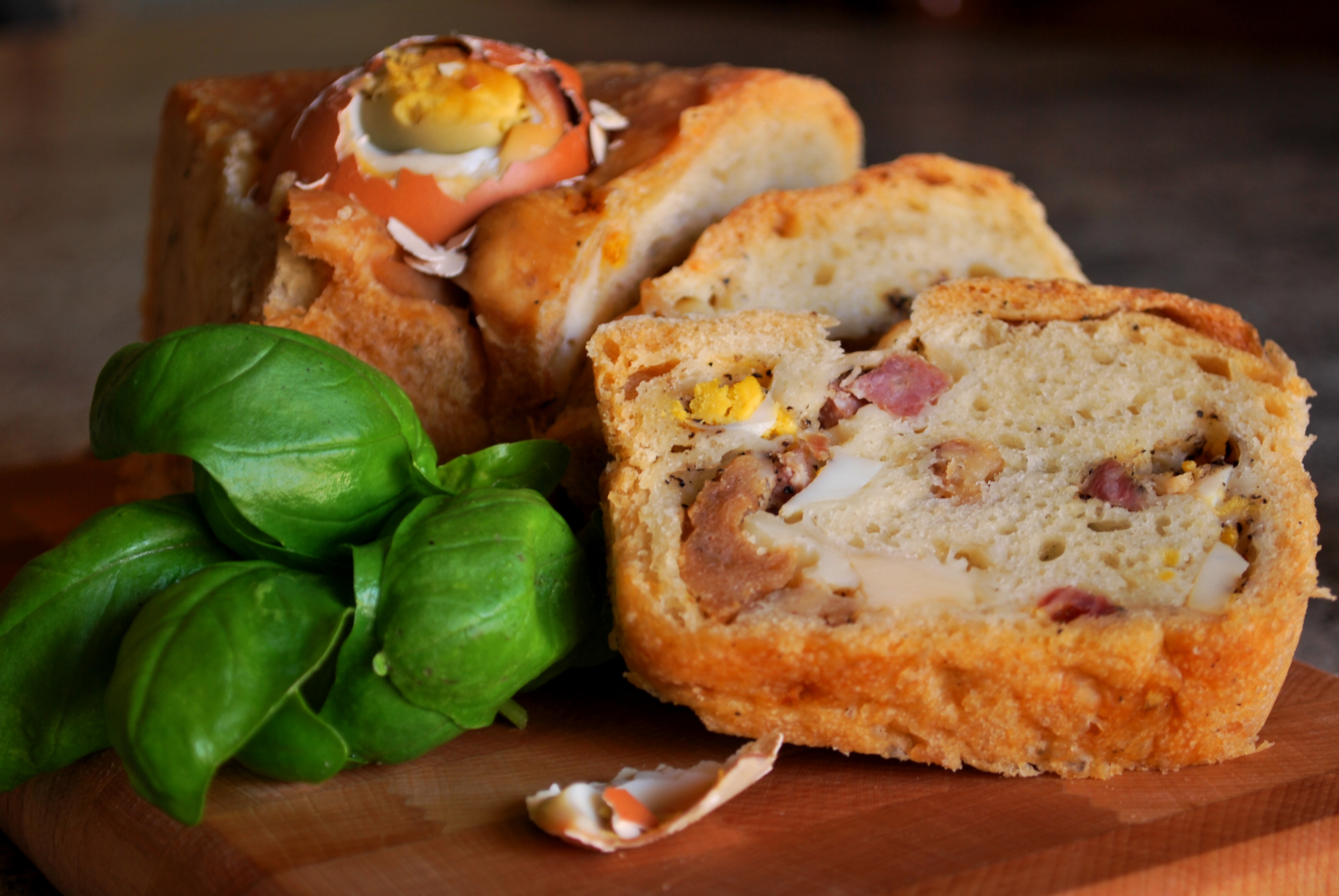
Casatiello tranché.

Le casatiello est une spécialité de la cuisine napolitaine. Il s'agit d'un gâteau salé, typique de la période pascale. Il contient du fromage, du salami et des œufs.
Son nom serait dérivé de l'évolution du mot napolitain désignant le fromage (cacio, qui a donné cas’ et finalement casatiello), ingrédient principal de la pâte.

## Histoire
La diffusion du casatiello, comme celle de la pastiera, autre spécialité napolitaine de Pâques, semble être attestée au moins depuis le XVIIe siècle.
Une confirmation indirecte se trouve dans les pages de la fable La gatta Cenerentola (it) de Giambattista Basile, un écrivain napolitain qui a vécu entre le XVIe siècle et le XVIIe siècle, qui décrit les festivités données par le roi pour retrouver la jeune fille qui avait perdu son escarpin :
« E, venuto lo juorno destenato, oh bene mio: che mazzecatorio e che bazzara che se facette! Da dove vennero tante pastiere e casatielle? Dove li sottestate e le porpette? Dove li maccarune e graviuole? Tanto che ’nce poteva magnare n’asserceto formato. »
— Giambattista Basile, La gatta Cenerentola

## Caractéristiques

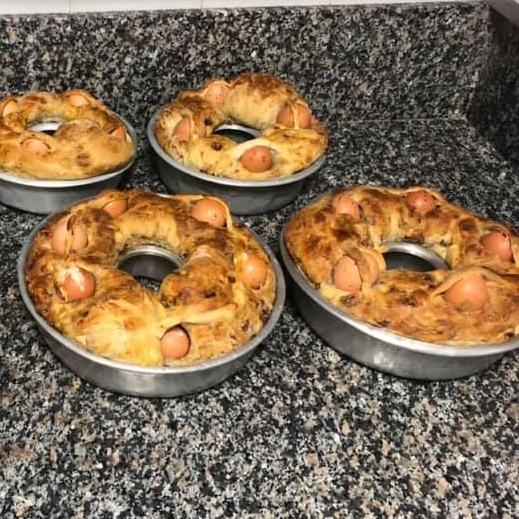
Des casatielli.

Le casatiello est constitué d’une pâte à pain agrémentée de fromage, de saindoux, de grattons et d'autres viandes salées et affinées puis cuite au four, de préférence dans un four à bois.
La pâte est façonnée en forme de beigne, placée dans un moule et laissée à lever au moins 12 heures ; si de la levure rapide est utilisée, 2 heures suffisent.
Le casatiello, à la différence de spécialités similaires telles que le tòrtano, est typique de Pâques, dont il emprunte les symboles : les lanières de pâte à pain emprisonnant les œufs à moitié enfoncés dans la pâte représentent la croix sur laquelle Jésus est mort tandis que la forme de couronne rappelle la cyclicité inhérente à la résurrection de Pâques.

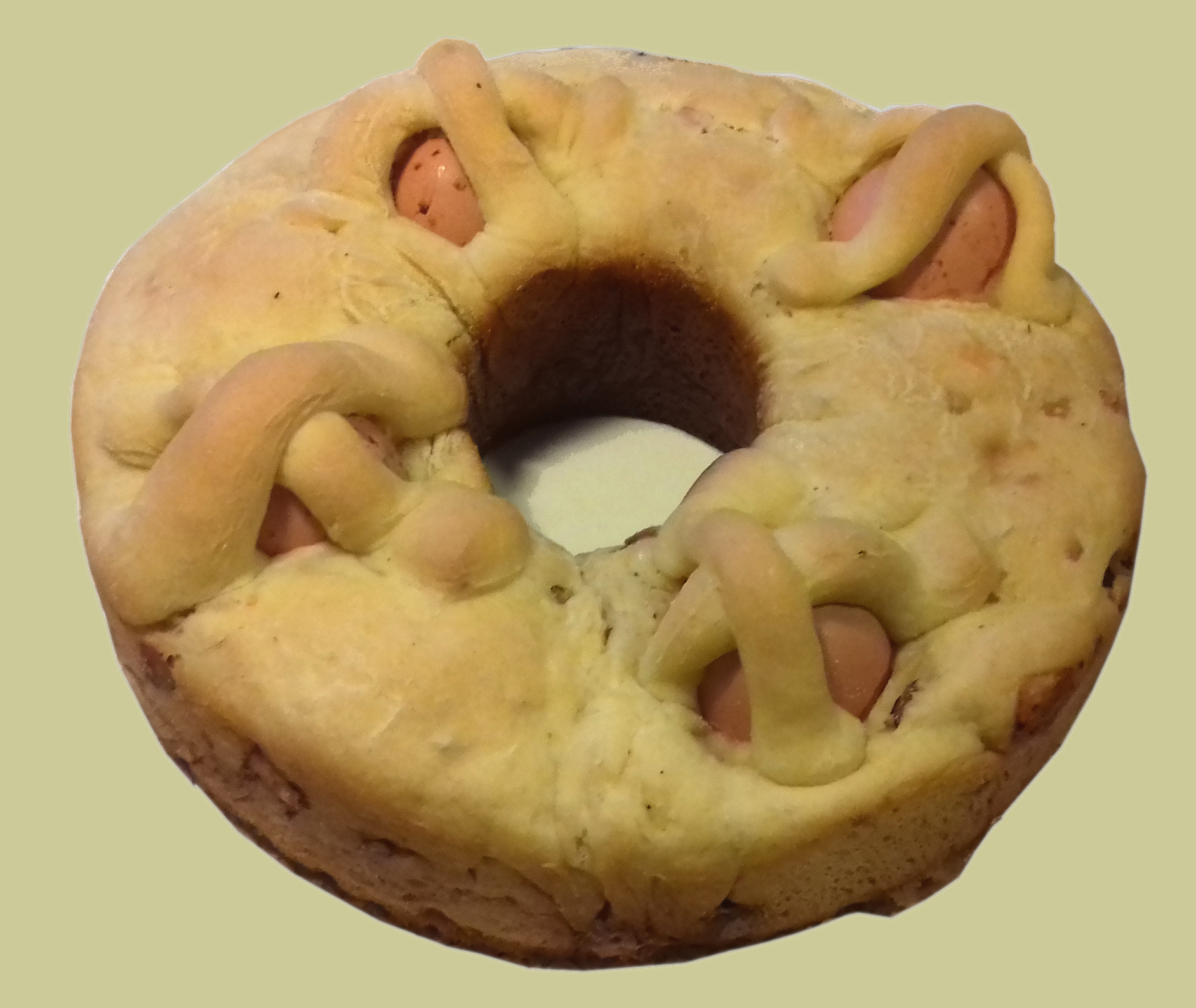
Casatiello garni d'œufs.

Durant la préparation, les œufs sont placés entiers avec la coquille sur la pâte et cuits au four ; la cuisson a lieu entre 160 à 170 °C pendant environ 1 heure à 1 heure et demie.
Le casatiello sert de casse-croûte lors des excursions hors de la ville typiques du lundi de Pâques.
Il existe également une version sucrée du casatiello composée d'œufs, de sucre, de saindoux et de glaçage et décorée de diavulilli (dragées colorées en napolitain) : cette variante répandue à Caserte est la seule connue dans la région côtière du Vésuve. D'autres recettes sucrées sont répandues à Monte di Procida et dans la région de Nolano.